# DiVertical
Divertical è una montagna russa del tipo water coaster, situata nel parco divertimenti Mirabilandia, nel ravennate. È il water coaster più alto del mondo, nonché la montagna russa più alta d'Italia.

## Descrizione
È l'ottovolante acquatico più alto del mondo e novità 2012. Ha una tematizzazione sportiva ispirata all'offshore, l'altezza è di 60 m, altezza che gli permette di essere la montagna russa più alta d'Italia, e la velocità di punta è di 110 km/h. È stato inaugurato ufficialmente il 16 giugno 2012 con una cerimonia presentata dalla conduttrice televisiva Federica Panicucci. Il percorso è stato progettato e costruito dalla ditta svizzera Intamin ed è concepito come unico al mondo.
L'attrazione rimase chiusa per la maggior parte della stagione 2014 per guasti tecnici e blocchi improvvisi, in seguito la direzione di Mirabilandia comunicò che sarebbe rimasta chiusa fino a fine luglio 2015.

### Tracciato
Il percorso prevede, dopo la curva iniziale galleggiando sull'acqua, una salita verticale ad ascensore seguita da una discesa di 55 m con un'inclinazione di 45°, terminante in un segmento rettilineo sul quale le barche sfiorano l'acqua della piscina frenando di poco; seguono una collina di circa 25 m di altezza e una curva parabolica, che conduce le barche nella sezione di blocco; i veicoli si imbattono poi in una grande elica parabolica, che porta a un'altra collinetta terminante ancora nella piscina, provocando numerosi schizzi sui passeggeri, per poi rientrare alla stazione.